# جيمي شي
جيمي شي (بالإنجليزية: Jimmy Shea)‏ هو متزلج صدري أمريكي، ولد في 10 يونيو 1968 في West Hartford, Connecticut ‏ في الولايات المتحدة.

## وصلات خارجية
- جيمي شي على موقع IBSF (الإنجليزية)
- جيمي شي على موقع اللجنة الأولمبية الدولية (الإنجليزية)
- جيمي شي على موقع أوليمبيديا (الإنجليزية)
- جيمي شي على موقع اللجنة الأولمبية والبارالمبية الأمريكية (الإنجليزية)
- جيمي شي على موقع الموسوعة البريطانية (الإنجليزية)